# You Can’t Have It
You Can’t Have It – amerykański thriller z 2017 roku w reżyserii André Gordona.

## Opis fabuły
Akcja filmu osadzona jest w barze, akcja skupia się na tajemniczym morderstwie.

## Obsada[1]
- Dade Elza – Craig Martindale
- Mariann Gavelo – Lila
- Daniel Gronkowski – Stoles
- Rob Gronkowski – Weadon
- Christian Hicks – Vincent
- Joanna Krupa – Jackie
- Marta Krupa – Alexandra
- Brandon Molale – Rafferty
- Jillian Murray – Sandra
- Catherine Paiz – Julie
- Matthew Pohlkamp – Bill Sullivan
- Kevin Porter – Tyler
- Nick Puga – Vidal
- Simo Rezgaoui – G-Man
- Mindy Robinson – Karen
- John Steven Rocha – Fernando
- Dominique Swain – Tammy
- Lisa Ann Walter – Suzanne